# Federalizacja Unii Europejskiej
Federalizacja Unii Europejskiej – proces, w którym Unia Europejska (UE) przekształca się z konfederacji (unii suwerennych państw) w federację (jedno państwo federalne z rządem centralnym, składające się z częściowo autonomicznych państw związkowych). Trwa dyskusja na temat stopnia, w jakim UE stała się już federacją w ciągu ostatnich dziesięcioleci, a co ważniejsze, w jakim stopniu powinna ewoluować w kierunku federalizmu.
Od lat 50. XX wieku instytucje UE rozwijają integrację europejską od koncepcji prostej międzyrządowości w kierunku rozwoju bardziej ponadnarodowego systemu zarządzania. Jednak w ramach traktatu z Maastricht z 1992 roku wprowadzono nowe elementy międzyrządowe, co utrudnia zdefiniowanie UE. Unia Europejska, która działa jako hybryda systemu międzyrządowego i ponadnarodowego, nie jest oficjalnie federacją – choć różni obserwatorzy akademiccy uważają ją za posiadającą cechy systemu federalnego.

## Historia
Ruch paneuropejski nabrał rozpędu w latach 20. XX wieku wraz z utworzeniem Unii Paneuropejskiej, na podstawie manifestu Richarda von Coudenhove-Kalergiego z 1923 roku Paneuropa, w którym przedstawił ideę zjednoczonego państwa europejskiego. Ruch ten, prowadzony przez Coudenhove-Kalergiego, a następnie przez Ottona von Habsburga, jest najstarszym europejskim ruchem zjednoczeniowym. Jego idee wpłynęły na Aristide Brianda, który wygłosił przemówienie na rzecz Unii Europejskiej w Lidze Narodów 8 września 1929 roku, a w 1930 roku napisał swoje „Memorandum w sprawie organizacji reżimu Europejskiej Unii Federalnej” dla rządu Francji.
Pod koniec II wojny światowej klimat polityczny sprzyjał jednoczeniu się Europy Zachodniej, proces ten był postrzegany przez wielu jako ucieczka od skrajnych form nacjonalizmu, które spustoszyły kontynent.
Jedną z pierwszych praktycznych i udanych prób współpracy europejskiej była Europejska Wspólnota Węgla i Stali utworzona w 1951 roku. Od tego czasu Wspólnota Europejska stopniowo ewoluuje w kierunku Unii, w której państwa członkowskie współpracują w wielu obszarach polityki.
Proces międzyrządowego łączenia sił, harmonizowania polityk krajowych oraz tworzenia instytucji ponadnarodowych nazywany jest integracją europejską. Poza zawartym w uroczystej deklaracji stuttgarckiej o Unii Europejskiej z 1983 roku niejasnym celem „coraz ściślejszego związku”, Unia (czyli jej państwa członkowskie) nie ma obecnie polityki tworzenia państwa federalnego.
W debacie na temat jedności europejskiej pojawia się często trudność z określeniem granic „Europy”. Słowo „Europa” jest powszechnie używane jako synonim Unii Europejskiej, chociaż większość obszaru geograficznego kontynentu europejskiego nie znajduje się w UE, a część UE znajduje się poza Europą (np. Gujana Francuska). Większość mieszkańców Europy mieszka jednak w UE.

### Europa wielu prędkości
Alternatywnym typem integracji europejskiej jest Europa wielu prędkości. Kraje UE, które chcą bardziej zintegrowanej Unii, mogą przyspieszyć własną integrację, podczas gdy pozostałe kraje mogą zdecydować się na wolniejsze tempo przemian lub całkowicie zaprzestać integracji. Konkretne aktualne przykłady obejmują strefę euro i strefę Schengen, do których nie wszyscy członkowie zdecydowali się dołączyć.

## Obecna sytuacja
Unia Europejska nie jest prawnie (de iure) federacją, chociaż różni naukowcy twierdzą, że zawiera ona pewne cechy federalne.
Oto pogląd profesora R. Daniela Kelemena z Uniwersytetu Rutgersa na temat tego, jak różni uczeni podchodzą do tej kwestii:
Wolni od uprzedzeń, że UE jest sui generis (łac. jedyna w swoim rodzaju) i nieporównywalna, uczeni federalizmu regularnie traktują UE jako przykład w swoich badaniach porównawczych (Friedman-Goldstein, 2001; Fillippov, Ordeshook, Shevtsova, 2004; Roden, 2005; Bednar, 2006). Dla celów niniejszej analizy UE ma niezbędne minimalne atrybuty systemu federalnego i, co najważniejsze, dotykają ją te same napięcia, którym poddawane są systemy federalne.
Według Josepha H. H. Weilera „Europa wytworzyła własny typ federalizmu konstytucyjnego”. Jean-Michel Josselin i Alain Marciano uważają Europejski Trybunał Sprawiedliwości za główną siłę stojącą za budowaniem federalnego porządku prawnego w Unii.
Według Thomasa Risse i Tanji A. Börzel: „UE nie ma dwóch istotnych cech federacji. Po pierwsze, państwa członkowskie pozostają „mistrzami” traktatów, tj. Mają wyłączność na zmianę władzy lub zmiany traktatów konstytutywnych. Po drugie, UE nie ma rzeczywistej zdolności „podatkowej i wydatkowej”, innymi słowy, nie ma federalizmu fiskalnego.”
Inni naukowcy twierdzą, że jest mało prawdopodobne, aby UE przekształciła się w jednolite państwo federalne. Kelemen (wraz z Andym Tarrantem) argumentuje, że ograniczenia biurokratycznych możliwości instytucji europejskich – takie jak stosunkowo niewielki rozmiar Komisji Europejskiej – stanowią barierę dla utworzenia federalnego państwa europejskiego: „powszechna opozycja polityczna przeciwko stworzeniu czegokolwiek zbliżonego do wielkiej, zjednoczonej biurokracji wykonawczej w Brukseli już dawno przekreśliła nadzieje, nielicznych, którzy je mieli, na stworzenie europejskiego superpaństwa.” W tym kontekście rozważa się również następujące kwestie:
- budżet europejski jest bardzo mały i nie finansuje dużej części działalności gospodarczej Unii Europejskiej
- każde państwo członkowskie Unii Europejskiej prowadzi własną politykę zagraniczną i może mieć własne wojsko
- często zdarza się, że państwa członkowskie Unii Europejskiej decydują się zrezygnować z porozumień, którym się sprzeciwiają
- państwa członkowskie nadal zachowują suwerenność w wielu obszarach, które mogą zostać przekazane władzom federalnym w ramach systemu federalnego

Ważnym faktem jest to, że traktaty muszą być uzgodnione przez wszystkie państwa członkowskie, nawet jeśli dany traktat ma poparcie wśród zdecydowanej większości ludności Unii Europejskiej. Państwa członkowskie mogą również chcieć prawnie wiążących gwarancji, że dany traktat nie wpłynie na pozycję narodu w pewnych kwestiach.
Samo użycie słowa „federalny” jest przyczyną pewnej różnicy zdań. Valéry Giscard d’Estaing napotkał sprzeciw Wielkiej Brytanii wobec włączenia słowa „federalny” do Konstytucji Europejskiej, dlatego zastąpił je słowem „wspólnota”.